# Leland, Mississippi
Leland är en ort i Washington County i delstaten Mississippi, USA.